# Hołowińscy herbu własnego

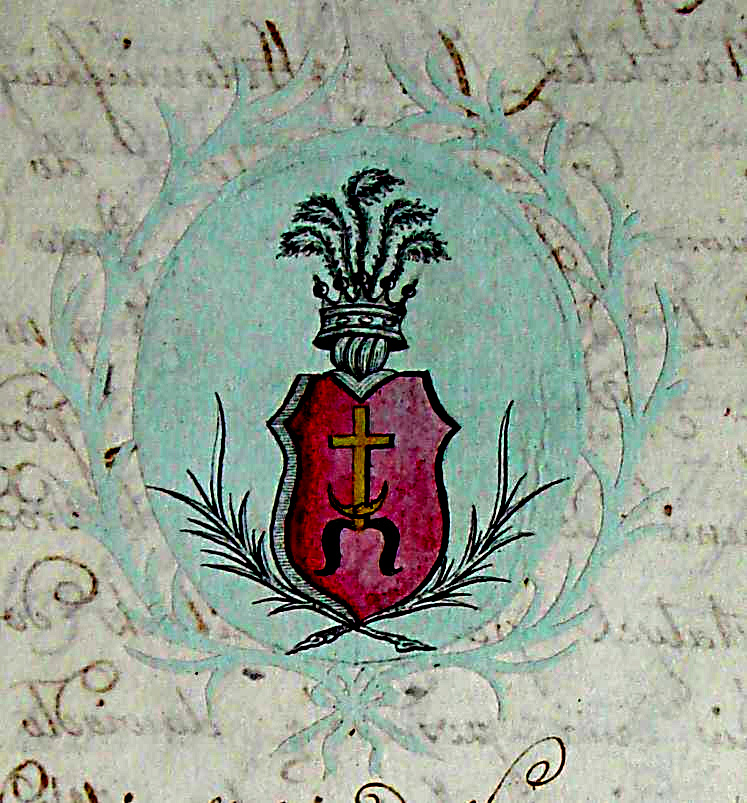
Kostowiec Odmienny, herb Hołowińskich

Hołowińscy herbu własnego (Hołowiński) – polski ród szlachecki i arystokratyczny pochodzenia litewsko-ruskiego, a może wielkoruskiego, zamieszkujący Wołyń i Kijowszczyznę, pieczętujący się herbem Kostrowiec Odmienny. Do znakomitości rodu należą arcybiskup mohylewski Ignacy Hołowiński, polityk Ignacy Hołowiński, bibliofil i mecenas sztuki Herman Hołowiński, przemysłowiec Zenon Hołowiński czy powstaniec 1831 i Marszałek szlachty powiatu owruckiego Wilhelm Hołowiński.
Według tradycji, trzej bracia Hołowińscy, bojarzy moskiewscy: Semen, Jan i Piotr, zbiegli w 1576 roku "na Litwę" by uniknąć prześladowań przez cara Iwana Groźnego. Jest również możliwe, że ród Hołowińskich wywodzi się z sioła Hołowin na Wołyniu, które znajduje się w okolicach miasta Równe. W pierwszych latach XVI wieku Hołowińscy są już opisani jako „powietnicy łuccy”. W tych latach, z nadań królów Aleksandra Jagiellończyka oraz Zygmunta Augusta, Hołowińscy uzyskali pobliskie dobra: Jankiewicze, Lubusze, Borestowice, Podłużne, Panfiłowicze, Beresko, Peremirkę, Rokitne Wielką i Małą, Piaski (dzielnica Beresteczka), Ostalce na Wołyniu i Cudynowce w powiecie chmielnickim. W 1525 roku nabyli od Rohaczewskich Wielkie Krzywice w powiecie łuckim. W 1545 roku Hołowińscy sprzedają swoją rodową siedzibę Hołowin i przenoszą się do Wielkich Krzywic, a następnie do Szumska pod Żytomierzem (dziś Шумськ (Житомирська область)). Szumsk został im przyniesiony w wianie przez Aleksandrę z Woroniczów. Z czasem Hołowińscy posiedli dobra nad Dnieprem: Rzyszczów i Prucki oraz sąsiednie wioski. Przy rzyszczowskim kościele pw. Świętej Trójcy znajdowała się nekropolia rodowa.
Znaczenie rodu wzrosło poprzez dobrane związki małżeńskie jak Tymoteusza Hołowińskiego, podwojewodziego kijowskiego z Zofią Ostaszkówną Białą, Jana Hołowińskiego z Marią Anną (Marianną, Marcjanną) ze starszej gałęzi rodu Krasińskich z Krasnego wdową po Chomiaku, Dymitra Hołowińskiego marszałka sejmiku województwa kijowskiego w latach 1697-1684 z Alexandrą Woronicz, Jerzego Hołowińskiego, miecznika czernihowskiego z Franciszką Szczeniowską, Aleksandra Hołowińskiego (zm. przed 1740), miecznika i cześnika smoleńskiego z Marią Hulewicz, czy Anny Hołowińskiej z Konstantym ks. Podwysockim.
Obecność Hołowińskich na Kresach upamiętniona została przez wieszcza Adama Mickiewicza w czwartej księdze Pana Tadeusza:
"I tam na Ukrainie, czy się dotąd wznosi

Przed Hołowińskich domem, nad brzegami Rosi,

Lipa tak rozrośniona, że pod jej cieniami

Stu młodzieńców, sto panien szło w taniec parami?"